# Тејт Макреј
Тејт Рознер Макреј (енгл. Tate Rosner McRae; Калгари, 1. јул 2003) канадска је певачица, текстописац, плесачица и глумица. Постала је позната као финалисткиња плесног такмичења Значи, мислиш да умеш да играш (2016). Године 2019. потписала је уговор с дискографском кућом RCA Records.

## Биографија
Рођена је 1. јула 2003. године у Калгарију. Отац јој је Шкот, а мајка Немица. Са четири године, због очевог посла, преселила се са породицом у Оман, где јој је мајка предавала часове плеса, а тамо је живела три године. Док је била у Оману похађала је америчку школу. Са шест година је почела да тренира рекреативни плес. Вративши се у Калгари, са осам година почела је интензивније да тренира плес. Године 2022. онлајн је завршила средњу школу.

## Дискографија
- (2022)
- (2023)
- (2025)